# Шотландская колонизация Дарьена
Шотландская колонизация бухты Дарьен, известная под названием Проект «Дарьен» или Дарьенский проект, англ. The Darién scheme — неудачная попытка Королевства Шотландия основать собственную колонию в Центральной Америке в заливе Дарьен (ныне территория Панамы) в конце 1690-х гг. Проект окончился неудачей и стал одной из причин финансового краха Шотландии, что способствовало англо-шотландской унии в 1707 г.

## Предыстория

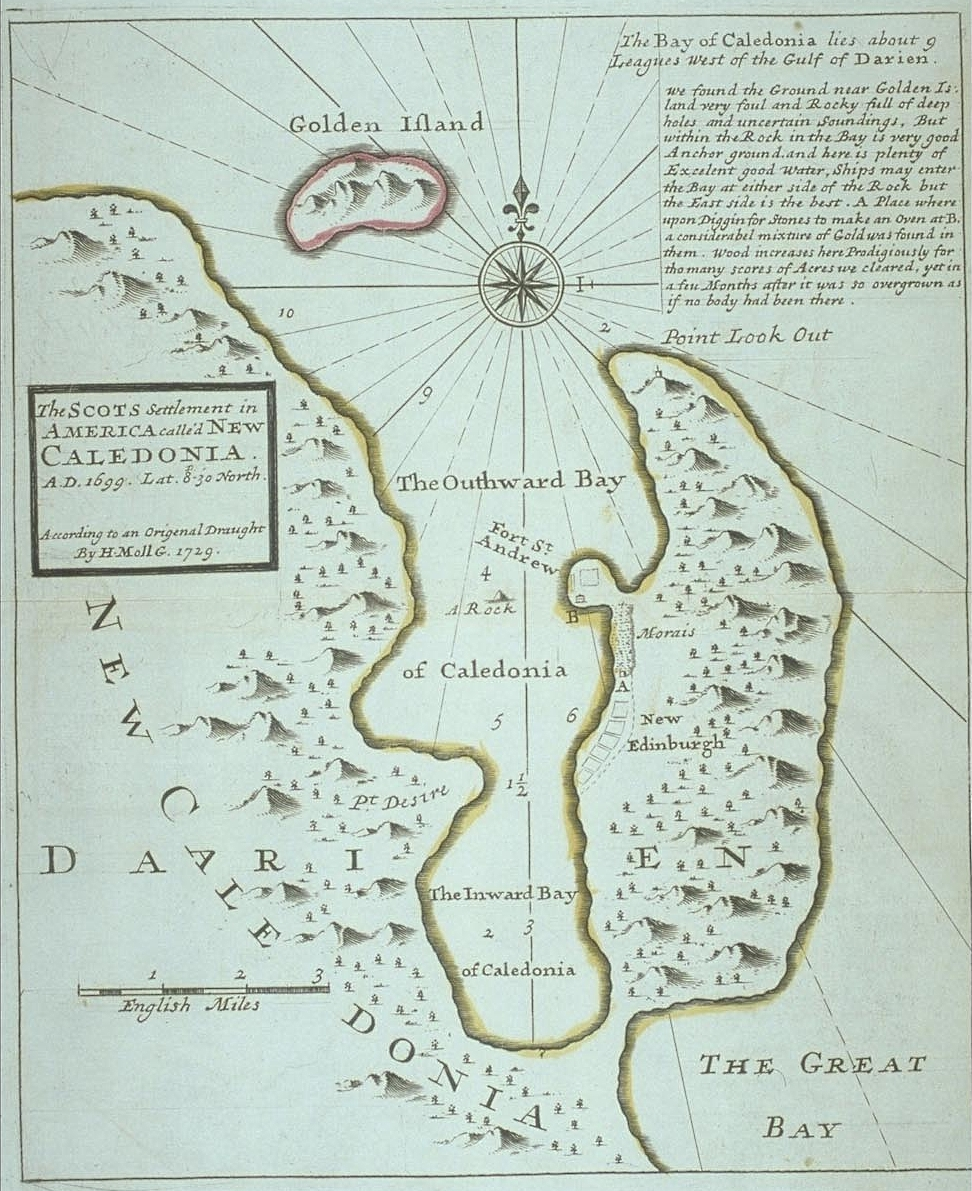
Каледонский залив к западу от Дарьенской бухты.

Конец XVII века был временем экономического кризиса в Шотландии. Производство было низким, экспорт — ограниченным, а политическое положение Шотландии в Европе было слабым, особенно по сравнению с соседним Королевством Англия, с которым Шотландия через монарха находилась в личной (но не в государственной) унии. Значительный ущерб Шотландия понесла от войны таможенных тарифов в Европе. Флот Шотландии был очень небольшим, а её товары пользовались малым спросом в Европе. К этим проблемам добавились последствия гражданских войн в конце XVII века и голод (англ. Seven ill years) из-за неурожая.
В ответ на кризисную ситуацию Парламент Шотландии принял решение о ряде антикризисных мер. В 1695 году был учреждён Банк Шотландии; далее, Закон об упорядочении школ (Act for the Settling of Schools) установил систему публичного образования по всей Шотландии; наконец, для торговли с Африкой и «обеими Индиями» была учреждена Шотландская компания заморской торговли, капитал которой собирался по публичной подписке.
В попытках расширить территорию Шотландия и ранее посылала поселенцев в колонию Нью-Джерси, а также совершила безуспешную попытку основания колонии Стюарт-Таун (ныне территория штата Южная Каролина).
Шотландская компания заморской торговли вскоре приняла участие в дарьенском проекте, который разработал финансист Уильям Патерсон. Цель плана состояла в основании колонии на Панамском перешейке с тем, чтобы в дальнейшем осуществлять торговлю с Дальним Востоком и богатыми полезными ископаемыми европейскими колониями на западном побережье Американского континента (именно этот принцип был позднее реализован при сооружении Панамского канала). Несмотря на провал ряда прежних инициатив Патерсона, о чём было известно общественности, Шотландская компания собрала по подписке крупные суммы в Амстердаме, Гамбурге и Лондоне на финансирование колонизационного проекта. Английское правительство Вильгельма III отнеслось отрицательно к этой идее, поскольку в то время Англия вела войну против Франции и не хотела лишний раз раздражать Испанию, которая претендовала на территории в районе Панамского перешейка, включая их в границы вице-королевства Новая Гранада, и
под давлением Ост-Индской компании, которая желала сохранить свою монополию на британскую заморскую торговлю, заставило английских и голландских инвесторов выйти из проекта. Инвесторам из Гамбурга вложенные средства были возмещены, когда Ост-Индская компания пригрозила исками на том основании, что шотландцы не были уполномочены королём на сбор средств за пределами Британии.
В Эдинбурге Компания в течение нескольких недель смогла собрать 400 000 фунтов стерлингов, причём вкладчики принадлежали к самым разным слоям общества, а обороты компании составляли около 1/5 всего бюджета Шотландии.

## Первая экспедиция

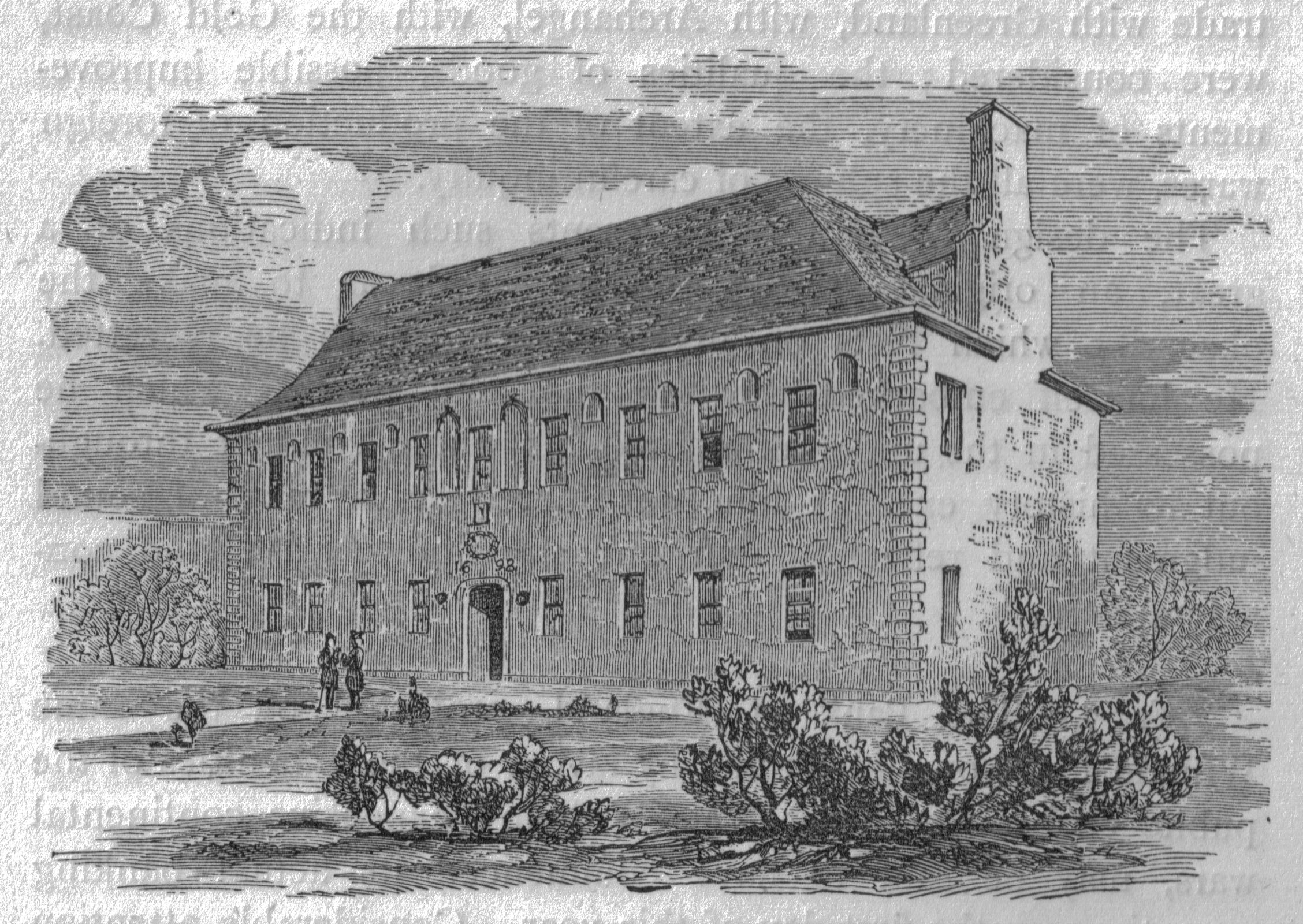
Штаб-квартира Дарьенской компании в Эдинбурге (здание позднее было снесено).

К экспедиции охотно присоединилось большое число отставных солдат и офицеров, не имевших надежды на иную занятость. Некоторые из этих солдат имели печальную известность своим участием в резне в Гленко, поэтому вызывали подозрение у прочих участников экспедиции.
Первая экспедиция, состоявшая из 5 кораблей («Святой Андрей», «Каледония», «Единорог», «Дельфин» и «Попытка»), с примерно 1200 человек на борту отправилась 14 июля 1698 года с восточного побережья из порта Лейт с тем, чтобы не попасться английским сторожевым судам. Для участников экспедиции путь вдоль побережья Шотландии оказался одним из наиболее трудных этапов экспедиции, сопоставимым с тяжкими условиями жизни в колонии. 2 ноября экспедиция высадилась на Дарьенском перешейке. Местность получила название Новая Каледония.
Под руководством Драммонда колонисты прокопали ров через узкую часть полуострова, отделявший гавань в Каледонии от океана, и построили форт Сент-Эндрю, который защищали 50 орудий, на полуострове позади канала. Важной ошибкой было то, что у форта не было собственного источника воды. С противоположной стороны от гавани, на горе, соорудили наблюдательную башню. Поблизости от форта началось сооружение домов поселения Новый Эдинбург и расчистка земли для выращивания ямса и кукурузы. Письма, отправленные домой участниками экспедиции, создали ложное впечатление о том, что всё происходило согласно плану.
Ведение сельского хозяйства оказалось затруднительным. Местные индейцы, хотя и были враждебными к испанцам, отказывались покупать гребни и прочие безделушки, которые им предлагали колонисты, и при этом сами почти не продавали им продуктов. В следующем году удушливый летний климат, наряду с другими причинами, привёл к высокой смертности среди жителей колонии. Немногочисленные продукты, продаваемые индейцами, присваивались лидерами колонии; рядовые обитатели выживали, охотясь на морских черепах. Оставалось всё меньше здоровых мужчин, готовых выполнять тяжёлую работу.
Тем временем британской король Вильгельм III дал указание голландским и английским колониям Нового Света не снабжать шотландское поселение, чтобы не вызывать раздражения испанцев. Тем не менее, основной причиной голода было то, что изначально было привезено недостаточное количество провизии, причём большая её часть испортилась из-за неумело организованного хранения. Распространилось употребление алкоголя, который только ускорял смертность жителей, ослабленных дизентерией, лихорадкой и употреблением гнилых продуктов.
Через 8 месяцев, в июле 1699 г., колония была заброшена, если не считать шестерых мужчин, слишком ослабших, чтобы двигаться. Люди продолжали умирать и на кораблях. Возвратившиеся на родину обнаружили, что там их презирают, а их имущество нередко было присвоено другими членами их семей.
Выжили только 300 из 1200 поселенцев, и только одному кораблю удалось вернуться в Шотландию. В порту Порт-Рояль на Ямайке кораблю отказали в помощи по приказу правительства Англии, которое опасалось враждебных действий испанцев.

## Вторая экспедиция
Известия о провале первой экспедиции ещё не успели дойти до Шотландии, когда оттуда отправилась новая, с более чем 1000 человек на борту. Вторая экспедиция прибыла в Дарьенскую бухту 30 ноября 1699 г. и обнаружила там два шлюпа, в одном из которых находился Томас Драммонд из первой экспедиции. Несколько мужчин было отправлено на берег, чтобы починить хижины; это вызвало ропот среди колонистов, которые заявили, что приехали, чтобы присоединиться к поселению, а не строить его с самого начала. Драммонд настаивал на том, что необходимо перестроить форт, чтобы защитить его от испанских атак, однако против него выступил купец Джеймс Байерс (James Byres), который полагал, что руководители первой экспедиции утратили свой статус, и приказал арестовать Драммонда. Настроенный изначально агрессивно, Байерс начал высылать всех, кого подозревал в сочувствии Драммонду или по крайней мере в несогласии. Байерс также вызвал гнев протестантского священника, когда заявил, что война против католиков-испанцев будет нехристианской. Вскоре Байерс дезертировал в одном из шлюпов. Колонисты впали в апатию, которая продолжалась до прибытия Александра Кэмпбелла Фонэба, посланного компанией для организации обороны. Кэмпбелл оказался решительным руководителем, которого колонии так долго не хватало, и смог перехватить инициативу у испанцев, выбив их из крепости Тоубаканти в январе 1700. Однако в ходе этой атаки Фонэб был ранен и заболел лихорадкой, из-за чего не мог далее руководить колонистами. Испанцы осаждали форт Сент-Эндрю несколько месяцев, однако они сами были ослаблены лихорадкой и не предпринимали решительных действий. В конце концов, пригрозив шотландцам решающей атакой, испанцы позволили им покинуть форт вместе с огнестрельным оружием, после чего колония была окончательно заброшена.
Из всех 2500 человек, отправившихся в колонию, выжило только несколько сот.

## Результаты провала проекта
Провал Дарьенской авантюры считается одной из решающих причин, приведших к англо-шотландской унии. Как полагают сторонники этой гипотезы, шотландское дворянство и купечество поняло, что самостоятельно Шотландия не сможет играть важную роль в политике, и захотело воспользоваться плодами успехов растущей Английской империи. Более того, Дарьенский проект почти обанкротил Шотландию. Ряд видных шотландских вельмож обратились к Вестминстеру с просьбой покрыть национальный долг Шотландии и стабилизировать её валюту. Второе такое прошение было удовлетворено, и шотландский фунт был приравнен к английскому шиллингу. Кроме того, согласно Статье 14 Акта об унии 1707 г. Шотландия получила 398 085 фунтов стерлингов для покрытия будущих долгов.